# كارمين كاستيلو
كارمين كاستيلو هو لاعب كرة قاعدة دومينيكاني، ولد في 8 يونيو 1958 في سان فرانسيسكو دي ماكوريس في جمهورية الدومينيكان، وتوفي في 15 نوفمبر 2015 في سانتو دومينغو في جمهورية الدومينيكان.

## وصلات خارجية
- كارمين كاستيلو على موقعبيزبول رفرنس.كوم (الدوري الرئيسي) (الإنجليزية)
- كارمين كاستيلو على موقعبيزبول رفرنس.كوم (الدوري الثانوي) (الإنجليزية)
- كارمين كاستيلو على موقع مشجعي الرسوم البيانية (الإنجليزية)